# Venera (mitologija)
Za planet, pogledajte Venera.
Venera je rimska božica ljubavi, ljepote i braka. Njezin je grčki pandan Afrodita. Venerini pandani u drugim religijama su: Turan (Etruščani), Freyja (Germani), Ushas (hinduizam), Hathor (Egipat).

## Karakteristike
Venera je udata za  Vulkana, ali ga je stalno varala s Marsom, njegovim bratom. Po Veneri je ime dobio planet Sunčevog sustava. Venera je majka Eneje, praoca Rimljana, te ga je štitila tijekom svih njegovih bitaka, zajedno s Neptunom. Noris Patriticus je sin Venere i Marsa, a također i Amor. Kao božica majčinstva, Venera je bila poznata kao Venus Genetrix (Majka Venera).

## Kult
Venerin kult je počeo 293. pr. n. e. kad je ustanovljena svečanost Vinalia Rustica. 215. r. n. e. Venerin hram je bio premješten. Venera je imala i mnoge epitete, a štovana je kao donositeljica braka, ljubavi i ljepote. Mnoge mitove o Afroditi preuzeli su Rimljani kao mitove o Veneri. Postojao je njezin hram u Rimu, u Cezarovom forumu.